# Oddur Gottskálksson
Oddur Gottskálksson, död 1556, var den förste isländske bibelöversättaren. Han var son till biskop Gottskalk grimmi Nikulasson. 
Han vistades från sex års ålder hos sin faders släkt i Norge och blev efter studier i Danmark och Tyskland medlem i kleresiet i Skálholt. Då en ung präst, Jon Einarsson, predikade mot celibat och helgondyrkan greps Gottskálksson av den lutherska läran och beslutade sig för att översätta Nya Testamentet. För att få papper, som endast fanns hos biskopen, katoliken Ögmundur Pálsson, inbillade han denne att han ville skriva av kyrkans dokument, som var svårt medtagna av tiden. För att få vara i fred satt han i stallet under förevändningen att det var varmare än i boningshuset. Under några vintrar fullbordade han översättningen av Vulgata. När Gissur Einarsson reste till Danmark för att vigas till biskop följde Gottskálksson med och tog med sig översättningen, som han lät trycka i Roskilde 1540, den första tryckta boken på isländska. Han översatte därefter fler religiösa skrifter, alla blev dock inte tryckta. Trots sin religiösa läggning lät han sig aldrig prästvigas utan arbetade istället med rättsvården och blev 1554 utnämnd till lagman över Islands nord- och västland. Han omkom genom drunkning våren 1556.